# Ralph Morgan
Ralph Morgan (New York, 6 juli 1883 – aldaar, 11 juni 1956) was een Amerikaans acteur en de oudere broer van acteur Frank Morgan.

## Levensloop
Ralph Morgan werd geboren als Raphael Kuhner Wuppermann in New York. Hij trad vanaf 1909 op op Broadway. Dit was de aanzet voor zijn jongere broer, Frank, om te gaan acteren. Frank zou de carrière van zijn oudere broer echter overschaduwen door zijn hoofdrol in The Wizard of Oz. Ralph maakte zijn filmdebuut in 1915. In de jaren dertig bereikte zijn carrière een hoogtepunt. In 1933 stond hij ook aan de wieg van de Screen Actors Guild, waarvan hij ook de eerste voorzitter was.
Morgan was gehuwd met actrice Grace Arnold en was de vader van actrice Claudia Morgan. Hij overleed in 1956 op 72-jarige leeftijd.

## Beknopte filmografie
- Strange Interlude (1932)
- Anthony Adverse (1936)
- The Life of Emile Zola (1937)
- Song of the Thin Man (1947)

- Biblioteca Nacional de España: XX5477183
- Bibliothèque nationale de France: cb146923498 (data)
- Gemeinsame Normdatei: 1062219864
- International Standard Name Identifier: 0000 0003 6128 0635
- Library of Congress Control Number: n85378940
- SNAC: w6cn7d3r
- Virtual International Authority File: 224288590
- WorldCat: E39PBJk96tqkKtcjX8GprWYQMP